# 13221 Nao
13221 Nao (1997 OY) là một tiểu hành tinh vành đai chính được phát hiện ngày 24 tháng 7 năm 1997 bởi A. Nakamura ở Kuma Kogen.